# Кировский сельсовет (Хакасия)
Кировский сельсовет — сельское поселение в Алтайском районе Хакасии.
Административный центр — село Кирово.

## История
Статус и границы сельского поселения установлены Законом Республики Хакасия от 7 октября 2004 года № 66 «Об утверждении границ муниципальных образований Алтайского района и наделении их соответственно статусом муниципального района, сельского поселения»

## Население
| 2002  | 2010  | 2012  | 2013  | 2014  | 2015  | 2016  |
| ----- | ----- | ----- | ----- | ----- | ----- | ----- |
| 1550  | ↗1563 | ↘1524 | ↗1548 | ↗1566 | ↘1564 | ↘1542 |
| 2017  | 2018  | 2019  | 2020  | 2021  |       |       |
| ↘1537 | ↘1517 | ↘1487 | ↘1466 | ↘1165 |       |       |

## Состав сельского поселения
В состав сельского поселения входят 2 населённых пункта:
| № | Населённый пункт | Тип населённого пункта       | Население |
| - | ---------------- | ---------------------------- | --------- |
| 1 | Алтай            | село                         | ↘276      |
| 2 | Кирово           | село, административный центр | ↗1272     |

## Местное самоуправление
Администрация
с. Кирово, Ленина, 88
Глава администрации
- Коваль Владимир Тимофеевич